# حفيان
حفيان قرية سوريّة تتبع إداريّاً لمحافظة حلب منطقة عين العرب ناحية صرين، بلغ تعداد سكانها 391 نسمة حسب التعداد السكاني لعام 2004.